# 雙截龍系列
雙截龍（日語又稱）是日本的Technōs Japan公司所開發的電子遊戲系列，曾在1980年代末期～1990年代初期風靡一時，作爲捲軸式動作遊戲在歐美地區大受歡迎。早期北美洲與歐洲發行權由太東（TAITO）取得，後期由Tradewest獨家代理發行。該系列於Technōs Japan破產後曾由原公司開發團隊創立的Million公司（日语：株式会社ミリオン）購買了所有著作權，現時已由亞克系統（Arc System Works）持有並繼續開發製作（亞克系統於更改名稱前的亞克曾在1988年開發將系列首作移植到世嘉Master System平台上）。
由於《雙截龍系列》的開發人員是李小龍的影迷（包括系列主創岸本良久），所以在設定上可見到李小龍與截拳道的影子。例如兩位主角分別叫作「李比利」（Billy Lee）與「李吉米」（Jimmy Lee），而李小龍英文名為「Bruce Lee」。李比利與李吉米是雙胞胎兄弟，經營武術、道場，功夫高強，所屬流派稱為「雙截拳」，代表絕招為「龍尾嵐風腳」（短暫懸停空中數圈的强力踢击技法），猶如龍捲風一般。人稱這對雙胞胎為「雙截龍」。

## 歷史與特色
Technōs Japan於1986年推出街機系統的清版動作遊戲《熱血硬派》取得成功後，便以它為基礎來製作《雙截龍》，隔年推出後一炮而紅，因此Technōs繼續開發《雙截龍》後續作品，形成了《雙截龍系列》，與《熱血硬派》為首的《熱血系列》成為Technōs兩大遊戲品牌，同為構築起了黃金時代的雙柱。
不同於《熱血硬派》是以日本校園不良少年為主題，《雙截龍》走的是美國街頭幫派路線，不過初期除了《雙截龍》可以兩人同時協同遊玩之外，兩者的游戏方式並沒有很大差異。後來《熱血系列》往日式搞笑風格發展，不但人物設定為可愛的Q版二頭身，動作、表情與對話也帶有誇張與逗趣特色，而《雙截龍系列》則保持一貫的肅殺感，和《熱血系列》清楚區隔了目標市場。儘管如此，Technōs仍富創意地以戲仿的形式將《雙截龍系列》的特色融入走搞笑路線的《熱血系列》，其成果就是《熱血系列》中的龍一與龍二兄弟，完全可說是《雙截龍》的可愛版。
雙截龍系列的版權自Technōs破產後由Million公司所擁有，透過亞克系統（之前則是由Atlus）發行移植版、復刻版等。2015年6月12日Million所擁有的雙截龍系列版權轉讓給亞克系統。

## 正統系列作

### 雙截龍
1987年6月上市的街機遊戲。

### 雙截龍II
1988年11月上市的街機遊戲。

### 雙截龍3
1990年11月上市的街機遊戲。

### 雙截龍IV
於2017年1月30日推出，由亞克系統開發和發售，分成PlayStation 4、Steam平台，畫面是8位元復古畫點陣繪圖。

### 雙截龍再臨
預計於2025年10月23日推出，由日本Yuke's開發，亞克系統發售，分成PlayStation 4、PlayStation 5、Xbox One、Xbox Series X/S和Steam平台，畫面採用3D圖像技術。

## 旁支

### 超級雙截龍
新一代任天堂主機超級任天堂推出，任天堂對主機表現強大的機能作為宣傳，包括色彩、聲效、處理迴旋放大縮小等運算能力，都使玩家有很大期望，因過去的移植作品都因機能問題而未能有震撼性作品。在新主機上，角色面積比例變得細小。此作在音樂和音效上是家用版之中的一大突破，音樂悅耳。因此，遊戲的不足，聲效帶來很大的補缺。這也是本系列招式最多元化的，角色動作也注入李小龍風格，動作維妙維肖，一切突破點都使這款遊戲，表現出獨有趣味性，整體上能滿足電玩迷。

### 雙截龍格鬥
1995年3月上市，基於SNK Neo Geo MVS街機平台發行的對戰型格鬥遊戲遊戲，亦是Technōs Japan公司倒閉前最後一款雙截龍系列的遊戲。

### 龍吼 (Rage of the Dragon)
2002年6月6日在日本上市，由BrezzaSoft、Noise Factory和Evoga Entertainment開發，並由SNK發行。同樣是一款基於SNK Neo Geo MVS街機平台發行的對戰型格鬥遊戲遊戲。2024年登陆Steam平台。

### 雙截龍2：龍之漫遊
由韓國遊戲工作室GRAVITY開發於XBOX360上的雙截龍2故事的3D遊戲。不同之前2代這版開頭是使用瑪麗安來學習戰鬥的，序章結束才換李氏兄弟開始遊戲，遊戲設有一個能量條，讓玩家可以執行特殊動作，以及關卡中會出現不斷變換顏色的龍雕像，依顏色不同獲得特殊龍技能。遊戲中還有對戰模式可使用比利、吉米、瑪麗安和傑夫對戰。
遊戲發布後馬上獲得極為慘烈的各方面一面倒負評，其中之一就是遊戲有雙結局，但好結局必須完全不使用特殊動作通關，包含序章的教學，但教學卻鼓勵玩家盡量使用，導致玩家無形被引到壞結局。

### 雙截龍(Zeebo)
一款專為Zeebo遊戲主機線上系統開發的版本，由Brizo Interactive Corp.開發。通關後可解鎖「額外」模式，該模式允許玩家操作敵方角色之一。

### 雙截龍ADVANCENCE
掌機GBA的遊戲，由Million、S-NEO和Paon開發並由Atlus發行，保有街機的原始風格，且加強遊戲流暢性和招式多樣性，並新增關卡以及敵人。

### 雙截龍 霓虹
Wayforward和Majesco開發的雙截龍 霓虹2012年登陸XBOX360與PS3的3D作品，故事大致仍舊講訴李氏兄弟拯救被綁走的瑪莉安，敵人頭目由巫妖末日骷髏(Skullmageddon)擔當，也不在局限於地方幫派開始出現各種科幻或奇幻敵人與關卡。

### 雙截龍(手機板)
一款2011年推出的iOS和Android裝置上的版本，與先前作品不同的是沒有綁架瑪麗安的開場動畫改為故事開場以收到瑪麗安的綁架信作出發點，與各頭目戰鬥前後也有了劇情對話，最終頭目威利也有了徒手戰鬥的第2階段。2018年該遊戲已從Apple App Store和Google Play中移除。由於同樣由Brizo開發，通關後皆可解鎖敵方角色來操作。

### 雙截龍 重生
於Android系統上的手遊，未在IOS發售，第一次出現多結局，找到Marian或是找不到她。

### 雙截龍外傳 雙龍出海
由新加坡電子遊戲開發商Secret Base開發，美國電子遊戲發行商Modus Games發行的清版動作遊戲，取得系列版權持有者亞克系統授權並於2023年7月27日在PlayStation 4、Xbox One、任天堂Switch、PlayStation 5、Xbox Series X/S和Steam平台上推出，支援繁簡中文。遊戲以199X年因為核戰而荒廢的「New York City 紐約市」作為舞台，玩家將操縱熟悉的主角們來挑戰各式各樣的新舊敵人進行戰鬥冒險，同時遊戲也會加入Roguelike隨機關卡要素。

## 登場人物

### 雙截龍道場
比利·李（Billy Lee）
男主角，1P角色，穿著藍色服裝。女主角Marian是他的青梅竹馬，大部分作品還是女友。《雙截龍 霓虹》中為救被Skullmageddon擄走的Marian再次踏上征程，添加很多招式。《雙截龍 重生》中若找不到Marian的路線，結局會和Linda好上，一起離開紐約。
吉米·李（Jimmy Lee）
男主角之一，2P角色，穿著紅色服裝。Billy的兄弟兼搭檔，與女主角Marian也是青梅竹馬，某些作品有暗戀她的設定。
瑪莉安（Marian）
系列女主角，Billy和Jimmy的青梅竹馬。為雙截龍道場助教。部分作品設定為女警。2代開場即被槍殺，但在各移植及後續作品都修改或復活了。《雙截龍 霓虹》被Skullamgeddon綁架後改造成復仇Marian，被擊敗後清醒。

### 暗影戰士
威廉斯（William）
主要敵兵之一，後期有很多版本，遊戲開場打暈Marian拐走。《雙截龍 霓虹》中綽號迅捷之火箭。
羅伯（Rowper）
主要敵兵之一，穿著背心的男子，後期有很多版本。後因李氏兄弟瞎了一眼而懷恨。
琳達（Linda Lash）
少數的女性敵兵，依不同版本會穿著韻律服或緊身衣，髮型也不盡相同，另有留著莫西干頭稱為Linda.M的2代版本。在ZX Spectrum版本的2代說明她是1代故事組織被李氏兄弟屠殺後的倖存者，養傷後學習魔法復活眾人才有2代故事。《雙截龍 霓虹》性感漂亮的SM女王，善用皮鞭，綽號性虐待者。某些作品有喜歡Billy的設定。《雙截龍 重生》中若走沒有找到瑪莉安的路線，結局會和Billy一同離開紐約並成為他的妻子。《雙截龍》手機版中為威廉斯的妻子，不過身形樣貌變的十分像男性。
傑夫（Jeff）
小頭目之一，因為外型只是李氏兄弟的換色版本，故也使用一樣招式。於雙截龍2：龍之漫遊中作為背叛師門與李氏兄弟的朋友，並作為格鬥對戰模式的第4位角色。
陳（Chin）
小頭目之一，赤裸上身的武術家，部分版本會穿著道服。2代後改為持2把短裩。設定上是替換掉傑夫這換皮人物。
阿波波（Abobo）
高達200多公分的肌肉巨漢，小頭目之一，相當難打。有多版本不同名字的變體。
布爾諾夫（Burnov）
身形巨大肥胖的摔角手，頭上會帶著鐵面具或頭盔，2代後小頭目之一。
威利（Willy）
他的全名是威利麥基，暗影戰士的首領也是最終頭目，目標是獲得雙截拳的秘密獲得其力量。手持一把機槍，掃射時不分敵我皆會直接死亡。
拉維絲（Lavis）
《雙截龍》手機版的小頭目之一，穿著白色皮草大衣的美女，大衣下有各種武器。該角色與Zeebo版的小頭目Saber雷同，只差別在頭髮長度與外套尺寸不同。戰鬥後提到她的叔叔有間健身房，但未明說是陳還是威利。
迪娜（Deena）
《雙截龍》手機版的小頭目之一，威利的姪女，負責經營一家夜總會。
辛蒂 (Cindy )
《雙截龍》手機版的女性敵兵，使用2代琳達的外型。樂團主唱，與布爾諾夫和阿波波是同一樂團。
神秘戰士（Mysterious Warrior）
於NES及PC Engine CD上的2代跟雙截龍外傳：雙龍出海中暗影戰士組織的真實首領。於外傳中對外身分則是一位新當選的紐約市長。
Skullmageddon
《雙截龍 霓虹》最終BOSS，一位巫妖，遠古時代亡者靈魂彙聚而成的強大靈體，外型像是戴著斗笠的骷髏武士，招式強橫會使用各種魔法與高科技武器，喜歡瑪莉安，將她綁架只為了約會，讓Marian成為它的妻子，雇傭暗影戰士衆人想打敗並殺死Billy以絕後患，最後一關將瑪莉安改造成復仇Marian一起對抗Billy。對話中經常包含許多與骨頭有關的雙關語以及對玩家諷刺或下屬的辱罵。

## 衍生作品

### 漫畫
1991年，驚奇漫畫在美國出版《雙截龍》漫畫版，共6回，每回22頁，第1至4回為Dwayne McDuffie所作，第5至6回為Tom Brevoort與Mike Kanterovich所作。

### 電視動畫
1993年9月12日至1994年12月4日，DiC娛樂製作的《雙截龍》電視動畫版在美國首播，共26集分為2季各13集。臺灣由台視在1994年12月7日至1995年7月20日期間播放，首播時間為台灣時間星期三17:30～18:00（1994年12月7日至1994年12月28日）與星期四17:00～17:30（1995年2月23日至1995年7月20日）。

### 電影
1994年11月4日在美上映的真人版本電影，中譯片名為《雙龍奇兵》；另外在移植至PS上的格鬥版雙截龍，有截錄部分影片使用於遊戲當中。